# ДС Арена
«ДС Арена» (дан. DS Arena) — футбольний стадіон в місті Хобро, Данія, домашня арена ФК «Хобро».
Стадіон реконструйований 2011 року, в результаті чого встановлено систему освітлення. Протягом 2014—2015 років, у зв'язку із виходом  «Хобро» до Суперліги, реконструйовано трибуни та суміжну інфраструктуру арени. Потужність стадіону становить 7500 глядачів, 435 з яких забезпеченні сидячими місцями.
У перший сезон клубу у вищому дивізіоні було встановлено рекорд відвідування стадіону — 6 583 глядачі. 